# 30253 Vítek
(30253) Vítek, denumire internațională (30253) Vitek, este un asteroid din centura principală de asteroizi.

## Descriere
30253 Vítek este un asteroid din centura principală de asteroizi. A fost descoperit pe 30 aprilie 2000 la Observatorul din Ondřejov de Peter Kušnirák și Petr Pravec. Asteroidul prezintă o orbită caracterizată de o semiaxă mare de 2,33 ua, o excentricitate de 0,19 și o înclinație de 5,9° în raport cu ecliptica.